# HD 175986
HD 175986，又名CP-68 3180，SAO 254446、HR 7161，是一颗恒星，视星等为5.88，位于銀經326.72，銀緯-26.23，其B1900.0坐标为赤經18h 52m 48.5s，赤緯-68° -26.23′ 42″。